# کاپی یاماگوچی
کاپی یاماگوچی (انگلیسی: Kappei Yamaguchi؛ زادهٔ ۲۳ مهٔ ۱۹۶۵) صداپیشه، بازیگر، و خواننده اهل ژاپن است. وی از سال ۱۹۸۸ میلادی تاکنون مشغول فعالیت بوده‌است.
از فیلم‌ها یا برنامه‌های تلویزیونی که وی در آن نقش داشته‌است می‌توان به اسوراها، کاراگاه کانن: آفتابگردانهای جهنم اشاره کرد.